# 南原村
南原村（みなみはらむら）は、山形県南置賜郡にあった村。現在の米沢市中心部の南方一帯にあたる。

## 地理
- 山：栃窪山、兜山、東鉢山、矢筈山、西大巓、西吾妻山、中大巓、藤十郎、東大巓、久蔵森、栂森、砂盛、箕輪、座々山、大笠山、小東鉢
- 河川：大樽川

## 歴史
- 1889年（明治22年）4月1日 - 町村制の施行により、米沢芳泉町、米沢南原石垣町、米沢南原横堀町、米沢南原新町、米沢南原猪苗代町、米沢南原笹野町、関町、立石村、綱木村、李山村、大平村、関村および笹野村、赤崩村の各一部の区域をもって発足。
- 1955年（昭和30年）4月1日 - 米沢市に編入。同日南原村廃止。

## 名所・旧跡・観光スポット・祭事・催事
- 白布温泉
- 天元台高原